# ホール・イン・ワン・テクニック
ホール・イン・ワン・テクニック（パーマー・上部頚椎・テクニック、またはターグル・リコイル・テクニック）
B.J.パーマー（Bartlett Joshua Palmer）により創始されたとされるカイロプラクティックのテクニックのひとつである。
アトラスサブラクセーションに特化したアジャストメントはアルバート.A.ワーンシングによって1941年に出版された。
B.J.パーマーは最初不動式のサイドポスチャーテーブルを使っていたとされている。その後、ニーチェストテーブルと併用するようになり、クレイ・トムソンの発案によるドロップ式のサイドポスチャーテーブルを使用するようになった。
通常、治療前後のX-ray分析、姿勢分析、脊柱左右温度差測定器によるグラフ分析などで上部頚椎の変位（リスティング）とアジャスト時期を決定する。